# Mario Gentili (ur. 1962)
Mario Gentili (ur. 5 marca 1962 w Rzymie) – włoski kolarz torowy i szosowy, trzykrotny medalista torowych mistrzostw świata.

## Kariera
Pierwszy sukces w karierze Mario Gentili osiągnął w 1985 roku, kiedy zdobył brązowy medal w wyścigu ze startu zatrzymanego amatorów podczas mistrzostw świata w Bassano w 1985 roku. W wyścigu tym uległ jedynie swemu rodakowi Roberto Dottiemu oraz Austriakowi Rolandowi Königshoferowi. Na dwóch kolejnych mistrzostwach: Colorado Springs 1986 i Wiedniu 1987 w tej samej konkurencji Mario był najlepszy. W 1987 roku zajął ponadto trzecie miejsce w klasyfikacji generalnej hiszpańskiego wyścigu szosowego Cinturón a Mallorca. Nigdy nie startował na igrzyskach olimpijskich.